# 奥村一郎
奥村 一郎（おくむら いちろう 1923年 - 2014年6月4日）は、日本のカトリック教会の聖職者、カルメル会の修道司祭。

## 略歴
1923年、岐阜県に生まれる。旧制高等学校在学中より臨済宗の中川宗淵に師事。1948年、東京大学法学部政治学科卒業。文学部宗教学科に入学。同年12月12日、カトリック大森教会にて、下山正義神父より受洗。1951年、同大文学部宗教学科卒業。渡仏し、カトリック修道会であるカルメル会（男子跣足カルメル修道会）に入会（当時の日本にはまだ男子カルメル会修道院はなく、女子カルメル会修道院しかなかったため）。1957年、ローマで司祭に叙階される。1959年に帰国。以来、仏教との対話、執筆活動に従事。1979年からバチカン諸宗教対話評議会顧問神学者を務める。

## 書籍
- 『祈り』（女子パウロ会、1974年）新版・パウロ文庫、2008年
- 『主とともに-十字架の道行と黙想-』（女子パウロ会、1975年）
- 『友の祈り』（女子パウロ会、1986年）
- 『魂』（中央出版社、1987年）、冊子
- 『断想　足元を深く掘れ』（女子パウロ会、1990年）
- 『聖書深読法の生いたち-理念と実際-』（オリエンス宗教研究所、1991年）
- 『わたしの心よ、どこに？』（中央出版社、1994年）、冊子
- 『神とあそぶ』（女子パウロ会、1999年）
- 『祈りの心』（海竜社、2001年）
- 『奥村一郎選集』全9巻（オリエンス宗教研究所）2007-2008
  - 1 慈悲と隣人愛
  - 2 多文化に生きる宗教
  - 3 日本の神学を求めて
  - 4 日本語とキリスト教
  - 5 現代人と宗教
  - 6 永遠のいのち
  - 7 カルメルの霊性
  - 8 神に向かう〈祈り〉
  - 9 奉献の道

### 共編
- 『キリスト教序説 第1 キリスト教の起源』L.エルダース共編 エンデルレ書店 1966

### 翻訳
- 十字架のヨハネ『カルメル山登攀』（ドン・ボスコ社、1969年、改訂版2012年／ちくま学芸文庫、2025年、新版解説鶴岡賀雄）
- 『愛ゆえに生く』マリア・マグダレナのガブリエル（中央出版社、1988年）